# 国際司法裁判所
国際司法裁判所（こくさいしほうさいばんしょ、英: International Court of Justice, ICJ、仏: Cour internationale de justice, CIJ）は、国際連合の主要機関の一つ。自治的な地位を持つ常設の国際司法機関である。本部はオランダのハーグ。
国家間の法律的紛争について裁判をしたり（国連憲章第36条第3項、ICJ規程第36条）、国連総会や国連安保理などの要請に応じて勧告的意見を与える（国連憲章第96条、ICJ規程第4章）。判決や勧告的意見による国際司法裁判所の意見は、国際法の発展に多大な影響を与える。世界法廷 (World Court) とも呼ばれる。
国際法一般を扱う常設司法裁判所という点において、常設仲裁裁判所、国際海洋法裁判所、国際刑事裁判所（ICC、2003年3月発足）などとは異なる意義を有する。

## 概要
常設の国際裁判所の必要性は古くから認識されており、1899年と1907年の万国平和会議においてはこの創設が議題に上がったものの、合意には至らなかった。その後、第1次世界大戦終結後に結成された国際連盟の機関として常設の国際裁判所の設立が決定され、1921年に常設国際司法裁判所 (PCIJ) がオランダのハーグに設置された。常設国際司法裁判所はいくつかの紛争を審理したが、国際連盟加盟国がそのまま常設国際司法裁判所の加盟国となるわけではないなど、いくつかの問題を抱えており、第二次世界大戦とともに機能を停止した。
1945年のサンフランシスコ会議において国際司法裁判所規程が採択され、新しく創設される国際連合の機関として国際司法裁判所が設立された。この裁判所は常設国際司法裁判所の後継と規定され、本部も引き続きハーグの平和宮におかれた。裁判所は、原則として常に開廷されることが宣言されており（規程23条）、常設性が明言されている。
当事者となりうるのは国家のみである（規程34条）。個人や法人は訴訟資格を有さない。国際司法裁判所規程は、国際連合憲章とは不可分の一体であるために国際連合加盟国は当然ながら、当事国である国際連合非加盟国も、安全保障理事会の勧告のもとに国際連合総会でなされる決議によって当事国となることができる。日本は、国際連合に加盟した1956年（昭和31年）より前の1954年（昭和29年）より当事国となっている。
国際司法裁判所は、当事者たる国家により付託された国家間の紛争について裁判を行って判決・命令をする権限を持つ。一審制で上訴はできない。なお、判決の意義・範囲に争いがある場合にのみ当事国は解釈を求めることができる。また、これとは別に、国連総会および特定の国連の専門機関が国際司法裁判所に法的意見を要請した場合に、それに応じて勧告的意見（）(Advisory Opinion)を出す。

### 勧告的意見
勧告的意見は、国連総会および特定の国連付属機関が法律的問題に対する解釈の意見を求めた場合に裁判所が示す法律的解釈である。判決は日本の国内裁判所もなす権限であるのに対して、勧告的意見は日本の国内裁判所にはない権限である。
法律的問題を直接に解決するものではないため、勧告的意見によって示された解釈が直接に国際法となり法的な拘束力を有して国家を拘束するわけではないが、国際的に権威のあるものとして受け止められる。これが履行されて慣習国際法の要件を満たした場合には、慣習国際法としての法的拘束力を有する可能性もある。また、国際連合および付属機関においては行動の指針となる。
係争事件と異なり、当事国の同意がなくても国際司法裁判所に管轄権があるとみなす場合がある。

## 機構
オランダのハーグに本部を置く。本部はオランダ政府より提供された宮殿を使用しており、その宮殿は「平和宮 (Vredespaleis)」と呼ばれている。
裁判官は、国籍の違う9年任期の裁判官15人で構成される（規程3条）。徳望が高く、かつ各国で最高の裁判官に任ぜられるのに必要な資格を有する者、もしくは、国際法に有能で名のある法律家の中から、各国が候補者を指名して選挙によって選ばれる（規程2条）。選挙は、候補者の名簿から安全保障理事会および総会でそれぞれ別個に選挙して行う。裁判官には双方で絶対多数を得た者が選ばれる（規程8条ほか）。所長の任期は3年。裁判官は自国を代表するとはみなされておらず、独立した裁判官とされている。
この司法裁判所の長は、所長もしくは裁判長とも翻訳されている。この所長選挙は、15人の判事による互選方式で実施される。2009年から2012年まで小和田恆が日本人として初めて所長を務めた。2018年選出の所長はアブドゥルカウィ・アハメド・ユスフ。2021年選出はジョアン・ドノヒュー、2024年選出はナワーフ・サラームとなっている。2025年には日本の岩澤雄司が所長に選出され、小和田に続く日本人として2人目の所長に就任した。
裁判官は、裁判所の事務に従事する間は外交官としての外交特権が認められる（外交関係に関するウィーン条約参照）。

### 裁判官
慣行でアジアから3人、アフリカから3人、中南米から2人、東欧から2人、北米・西欧・その他から5人が選ばれていた。また、この15人の中には国連安保理常任理事国5か国の判事が一人ずつ含まれていた。しかし、2018年の選挙で、英国出身の判事の後任にレバノン出身の判事が選挙されたため、西欧ほか4名、アジア4名となるとともに常任理事国5か国の判事が1人ずつ含まれる慣行も消滅した。判事の年収は約1600万円。

#### 現職
| 氏名                                       | 国籍             | 地域            | 役職     | 着任 | 任期満了 |
| ------------------------------------------ | ---------------- | --------------- | -------- | ---- | -------- |
| 岩澤雄司                                   | 日本             | アジア          | 裁判長   | 2018 | 2030     |
| ジュリア・セブティンデ                     | ウガンダ         | アフリカ        | 副裁判長 | 2012 | 2030     |
| ペーテル・トムカ                           | スロバキア       | 東欧            | 判事     | 2003 | 2030     |
| ロニー・アブラハム                         | フランス         | 北米・西欧 ・他 | 判事     | 2005 | 2027     |
| アブドゥルカウィ・アハメド・ユスフ         | ソマリア         | アフリカ        | 判事     | 2009 | 2027     |
| 薛捍勤（シュエ・ハンチン）                 | 中華人民共和国   | アジア          | 判事     | 2010 | 2030     |
| ダルヴィール・バンダーリ                   | インド           | アジア          | 判事     | 2012 | 2027     |
| ゲオルク・ノルテ                           | ドイツ           | 北米・西欧 ・他 | 判事     | 2021 | 2030     |
| ヒラリー・チャールズワース                 | オーストラリア   | 北米・西欧 ・他 | 判事     | 2021 | 2033     |
| レオナルド・ネメール・カルデイラ・ブラント | ブラジル         | 中南米          | 判事     | 2022 | 2027     |
| フアン・マヌエル・ゴメス・ロブレロ         | メキシコ         | 中南米          | 判事     | 2024 | 2033     |
| セーラ・ハル・クリーブランド               | アメリカ合衆国   | 北米・西欧 ・他 | 判事     | 2024 | 2033     |
| Bogdan-Lucian AURESCU                      | ルーマニア       | 東欧            | 判事     | 2024 | 2033     |
| ダイア・トラディ                           | 南アフリカ共和国 | アフリカ        | 判事     | 2024 | 2033     |
| Mahmoud Daifallah HMOUD                    | ヨルダン         | アジア          | 判事     | 2025 | 2027     |

#### 過去の日本人判事
- 田中耕太郎 (1961年 - 1970年)[30]
- 小田滋 (1976年 - 2003年)[30]
- 小和田恆 (2003年[30] - 2018年[31])

## 歴代所長(裁判長)
| 代 | 所長                                   | 就任 | 退任 | 国             |
| -- | -------------------------------------- | ---- | ---- | -------------- |
| 1  | ホセ・グスタボ・ゲレーロ               | 1946 | 1949 | エルサルバドル |
| 2  | ジュール・バスデヴァン                 | 1949 | 1952 | フランス       |
| 3  | アーノルド・マクネア                   | 1952 | 1955 | イギリス       |
| 4  | グリーン・ハックワース                 | 1955 | 1958 | アメリカ       |
| 5  | ヘルゲ・クレスタッド                   | 1958 | 1961 | ノルウェー     |
| 6  | ボフダン・ヴィニャルスキ               | 1961 | 1964 | ポーランド     |
| 7  | パーシー・スペンダー                   | 1964 | 1967 | オーストラリア |
| 8  | ホセ・ルイス・ブスタマンテ・イ・リベロ | 1967 | 1970 | ペルー         |
| 9  | ムハンマド・ザファルーラッハ・ハン     | 1970 | 1973 | パキスタン     |
| 10 | マンフレッド・ラクス                   | 1973 | 1976 | ポーランド     |
| 11 | エドゥアルド・ヒメネス・デ・アレチャガ | 1976 | 1979 | ウルグアイ     |
| 12 | ハンフリー・ウォルドック               | 1979 | 1981 | イギリス       |
| 13 | タスリム・エリアス                     | 1982 | 1985 | ナイジェリア   |
| 14 | ナゲンドラ・シン                       | 1985 | 1988 | インド         |
| 15 | ホセ・マリア・ルーダ                   | 1988 | 1991 | アルゼンチン   |
| 16 | ロバート・ジェニングス                 | 1991 | 1994 | イギリス       |
| 17 | モハメッド・ベジャウイ                 | 1994 | 1997 | アルジェリア   |
| 18 | ステファン・シュウェーベル             | 1997 | 2000 | アメリカ       |
| 19 | ジルベール・ギョーム                   | 2000 | 2003 | フランス       |
| 20 | 史久鏞                                 | 2003 | 2006 | 中国           |
| 21 | ロザリン・ヒギンズ                     | 2006 | 2009 | イギリス       |
| 22 | 小和田恆                               | 2009 | 2012 | 日本           |
| 23 | ペーテル・トムカ                       | 2012 | 2015 | スロバキア     |
| 24 | ロニー・アブラハム                     | 2015 | 2018 | フランス       |
| 25 | アブドゥルカウィ・アハメド・ユスフ     | 2018 | 2021 | ソマリア       |
| 26 | ジョアン・ドノヒュー                   | 2021 | 2024 | アメリカ       |
| 27 | ナワフ・サラーム                       | 2024 | 2025 | レバノン       |
| 28 | 岩澤雄司                               | 2025 |      | 日本           |

## 裁判

### 準則
国際司法裁判所規程38条1項は、「裁判所は、付託される紛争を国際法に従って裁判することを任務とし、次のものを適用する」と規定する。すなわち、ICJが紛争の平和的解決のために適用するのは国際法である。
そして適用されるものとして、同条同項には以下が列挙されている。
1. 一般又は特別の国際条約で係争国が明らかに認めた規則を確立しているもの
2. 法として認められた一般慣行の証拠としての国際慣習
3. 文明国が認めた法の一般原則
4. 法則決定の補助手段としての裁判上の判決及び諸国の最も優秀な国際法学者の学説

すなわち条約、慣習法、法の一般原則に基づき裁判がなされ、そしてそれらを明らかにするために判例・学説が援用される。
また同条第2項では、当事国の合意がある場合には、「衡平と善 (ex aequo et bono)」に基づき裁判することができると規定している。この場合の「衡平と善」とは、「法に反する衡平」(Equity contra legem) のことである。英米法のエクィティと同じものと考えて良い。

### 開始から終了まで

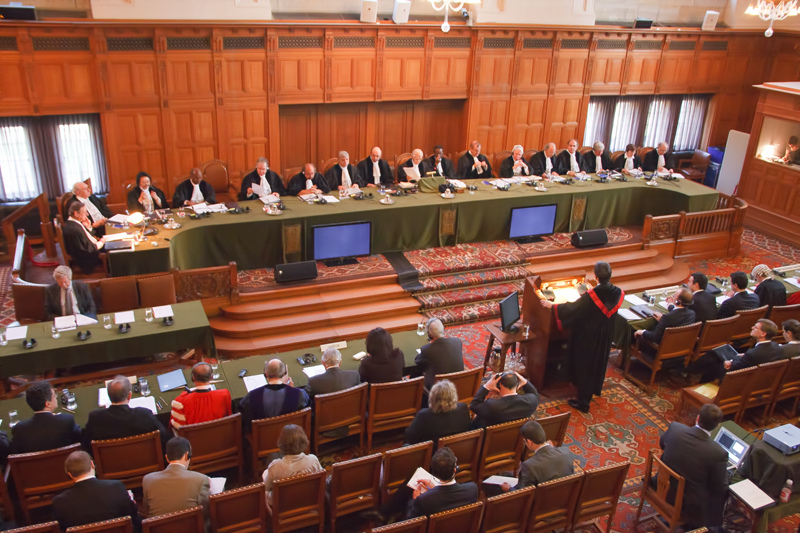
法廷の様子

#### 開始
あらゆる国際裁判は、常設国際司法裁判所が東部カレリア事件判決で「如何なる国家も、平和的処理手段のいずれにも、当該国家の合意なしには付託されることを強制されるものではない。」と確認した通り、当事国の同意なくして管轄権が成立することは決してない。これを同意原則という。国際司法裁判所における裁判でも同意原則は貫かれている。
国際司法裁判所において管轄権が成立するには、以下の4つの場合がある。
(1) 個別の事件ごとに、両当事国が同意による付託する場合（コンプロミー）
(2) 原告国が被告国の後の同意を待つ形で国際司法裁判所に単独提訴を行い、被告国が同意した場合（応訴管轄、フォールム・プロロガートム）
(3) 一定の事項、事件について包括的に同意をし、条約で当該事件が起こった際に付託することを規定していた場合（裁判条約、裁判条項）
(4) 当事国の双方が国際司法裁判所規程36条2項に基づく選択条項受諾宣言をしていたとき、一方当事国がそれを援用した場合
(1),(2)は事後の同意、(3),(4)は事前の同意である。(2)については、同意原則より、被告国が裁判の開始に同意して初めて管轄権が成立するのであり、単独提訴の段階では管轄権はない。したがって、単独提訴したとしても、被告国が同意しなければ裁判が行なわれることはないし、国際司法裁判所は一切の訴訟手続をしない。

##### 選択条項受諾宣言

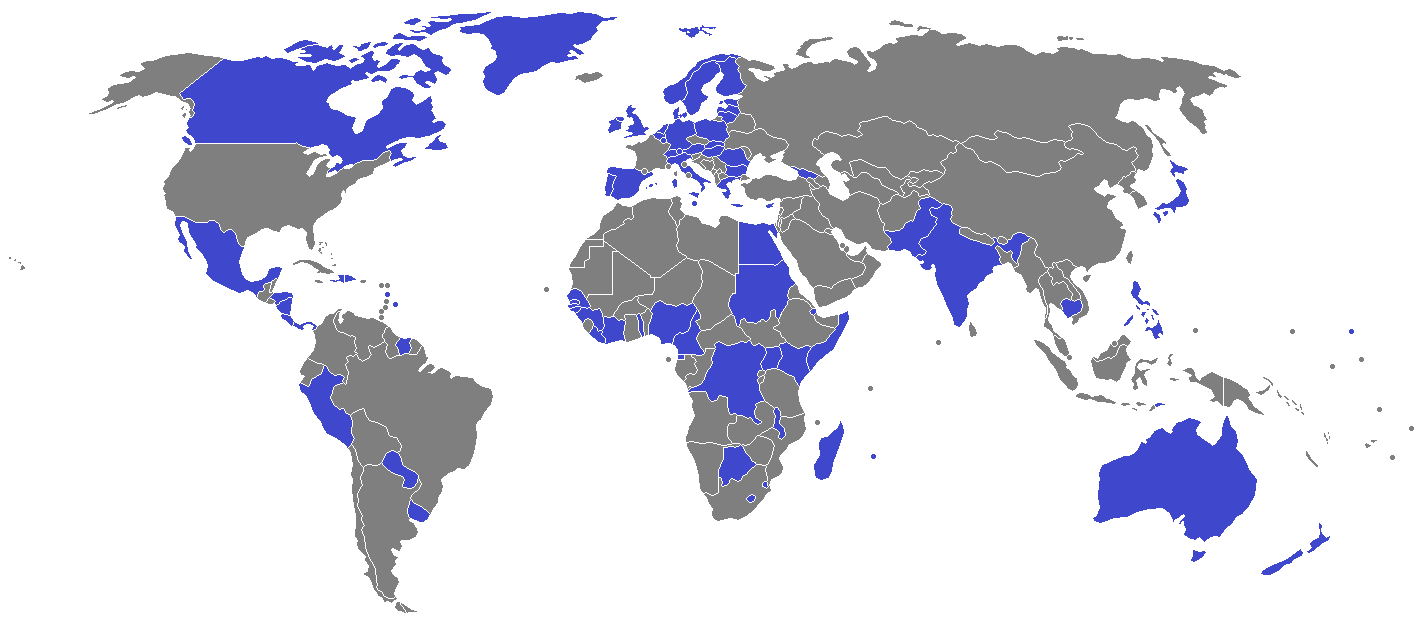
選択条項受託宣言をしている国（2023年6月にはイランも宣言している）

各国は、規程36条2項に基づき、選択条項（義務的管轄権／強制管轄権、compulsory jurisdiction）の受諾を宣言することで、裁判への応訴を自ら義務とすることができる。この宣言を行った国は、時間的、事項的な範囲が同一である限りにおいて、同一の宣言を行った他の国を、一方的に裁判に服させることができる。
宣言していない国は、提訴されても応訴する義務を負わない。宣言していない国が宣言している国を提訴した場合の対応については、国によって異なる。
日本は、国際司法裁判所が扱う範囲の内容であれば、同じく宣言をしている他国の訴えに応諾する義務を負う宣言を1958年9月（昭和33年9月24日 外務省告示第114号）に行っている。2007年7月この宣言に関して、選択条項の受諾宣言をしていなかった国が、日本への提訴を目的として受諾宣言を行い、その後直ちに日本への提訴を行ういわゆる「不意打ち提訴」に対して、ICJの強制管轄を承認しないこととした。南極海捕鯨事件の敗訴により、2015年10月には、海洋生物資源の調査、保存、管理または開発について、他の特別の合意が存在しない限り、国連海洋法条約上の紛争解決手続を用いることがより適当であるとの考えに基づく宣言修正を行っている。
|                | 安保理の常任理事国                                                         | G8                                                                         | BRICS                | 国連事務総長の出身国                                                                                       | ICJ所長・副所長 の出身国 |
| -------------- | -------------------------------------------------------------------------- | -------------------------------------------------------------------------- | -------------------- | --- | ------------------------ |
| 宣言している   | イギリス                                                                   | イギリス ドイツ 日本 カナダ イタリア                                       | インド               | ノルウェー · スウェーデン · オーストリア · ペルー · エジプト                                               | 全て（2013年11月）       |
| 宣言していない | アメリカ合衆国 フランス ロシア 中国                                        | アメリカ合衆国 フランス ロシア                                             | ロシア 中国 ブラジル | ミャンマー（当時の国名 ビルマ連邦） ガーナ 韓国                                                            | なし（2013年11月）       |
| 備考           | アメリカ（ニカラグア事件を参照）とフランスはかつて宣言していたが後に撤回。 | アメリカ（ニカラグア事件を参照）とフランスはかつて宣言していたが後に撤回。 |                      | 必ずしも事務総長に在任中から受託を宣言していた訳でなく、事務総長を退任した後に受託を宣言した国も存在する。 |                          |

###### 宣言している国の一覧
宣言している国は、全74か国。以下は宣言国の一覧。
| 国                 | 地域       | 受諾宣言年     |
| ------------------ | ---------- | -------------- |
| 日本               | アジア     | 2015年10月6日  |
| カンボジア         | アジア     | 1957年9月19日  |
| パキスタン         | アジア     | 2017年3月29日  |
| フィリピン         | アジア     | 1972年1月18日  |
| インド             | アジア     | 2019年9月27日  |
| イラン             | アジア     | 2023年6月26日  |
| 東ティモール       | アジア     | 2012年9月21日  |
| キプロス           | アジア     | 2002年9月3日   |
| オーストラリア     | オセアニア | 2002年3月22日  |
| ニュージーランド   | オセアニア | 1977年9月22日  |
| マーシャル諸島     | オセアニア | 2013年4月24日  |
| イギリス           | ヨーロッパ | 2017年2月22日  |
| イタリア           | ヨーロッパ | 2014年11月25日 |
| アイルランド       | ヨーロッパ | 2011年12月15日 |
| スイス             | ヨーロッパ | 1948年7月28日  |
| オーストリア       | ヨーロッパ | 1971年5月19日  |
| ベルギー           | ヨーロッパ | 1958年6月17日  |
| ブルガリア         | ヨーロッパ | 2015年11月27日 |
| デンマーク         | ヨーロッパ | 1956年12月10日 |
| ドイツ             | ヨーロッパ | 2008年4月30日  |
| エストニア         | ヨーロッパ | 1991年10月21日 |
| ラトビア           | ヨーロッパ | 2019年9月24日  |
| リトアニア         | ヨーロッパ | 2012年9月21日  |
| フィンランド       | ヨーロッパ | 1958年6月25日  |
| ジョージア         | ヨーロッパ | 1995年6月20日  |
| ギリシャ           | ヨーロッパ | 2015年1月14日  |
| ハンガリー         | ヨーロッパ | 1992年10月22日 |
| リヒテンシュタイン | ヨーロッパ | 1950年3月29日  |
| ルクセンブルク     | ヨーロッパ | 1930年9月15日  |
| マルタ             | ヨーロッパ | 1983年9月2日   |
| オランダ           | ヨーロッパ | 2017年2月21日  |
| ノルウェー         | ヨーロッパ | 1996年6月24日  |
| ポーランド         | ヨーロッパ | 1996年3月25日  |
| ポルトガル         | ヨーロッパ | 2005年2月25日  |
| ルーマニア         | ヨーロッパ | 2015年6月23日  |
| スロバキア         | ヨーロッパ | 2004年5月28日  |
| スペイン           | ヨーロッパ | 1990年10月29日 |
| スウェーデン       | ヨーロッパ | 1957年4月6日   |
| カナダ             | 北米       | 1994年5月10日  |
| コスタリカ         | 中南米     | 1973年2月20日  |
| パナマ             | 中南米     | 1921年10月25日 |
| ホンジュラス       | 中南米     | 1986年6月6日   |
| バルバドス         | 中南米     | 1980年8月1日   |
| ウルグアイ         | 中南米     | 1921年1月28日  |
| パラグアイ         | 中南米     | 1996年9月25日  |
| ハイチ             | 中南米     | 1921年10月4日  |
| ドミニカ共和国     | 中南米     | 1924年9月30日  |
| ドミニカ国         | 中南米     | 2006年3月24日  |
| ペルー             | 中南米     | 2003年7月7日   |
| スリナム           | 中南米     | 1987年8月31日  |
| メキシコ           | 中南米     | 1947年10月28日 |
| ニカラグア         | 中南米     | 1946年9月24日  |
| リベリア           | アフリカ   | 1952年3月20日  |
| ボツワナ           | アフリカ   | 1970年3月16日  |
| カメルーン         | アフリカ   | 1994年3月3日   |
| コートジボワール   | アフリカ   | 2001年8月29日  |
| ジブチ             | アフリカ   | 2005年9月2日   |
| ガンビア           | アフリカ   | 1966年6月22日  |
| ギニア             | アフリカ   | 1998年12月4日  |
| ギニアビサウ       | アフリカ   | 1989年8月7日   |
| レソト             | アフリカ   | 2000年9月6日   |
| マラウイ           | アフリカ   | 1966年12月12日 |
| マダガスカル       | アフリカ   | 1992年7月2日   |
| モーリシャス       | アフリカ   | 1968年9月23日  |
| セネガル           | アフリカ   | 1985年12月2日  |
| ソマリア           | アフリカ   | 1963年4月11日  |
| 南スーダン         | アフリカ   | 1958年1月2日   |
| エスワティニ       | アフリカ   | 1969年5月26日  |
| トーゴ             | アフリカ   | 1979年10月25日 |
| ウガンダ           | アフリカ   | 1963年10月3日  |
| コンゴ民主共和国   | アフリカ   | 1989年2月8日   |
| ナイジェリア       | アフリカ   | 1998年4月30日  |
| エジプト           | アフリカ   | 1957年7月22日  |
| 赤道ギニア         | アフリカ   | 2017年8月11日  |

##### 仮保全措置
自国の権利が回復不能の損害に陥る切迫かつ重大な危機に存している場合、一方の当事国は、仮保全措置（英: provisional measure、仏: la mesure conservatoire）の申請を裁判所に求めることができる。裁判所は、この場合、「一見して」（prima facie）管轄権があるとみなす場合には、当該権利を保全するための仮保全措置の命令を下すことができる。確立した判例によれば、裁判所が出す仮保全措置命令は、たとえ裁判所の管轄権が明確に認定される前であっても、当事国を法的に拘束する（2001年「ラグラン事件」（本案）判決、他）。

#### 審理
裁判は、管轄権に関する事項と本案に分かれる。前者は、付託された紛争に裁判所の管轄権があるか、つまりはその紛争をそもそも裁判所が裁きうるか、という点についての審理である。管轄権については相手国側から先決的抗弁が提出されることがある。また、管轄権が認められても、「受理可能性」(admissibility)、すなわち、本判決が第三国の権利義務に影響を与えるおそれなど、判決を下すに適さないかどうかも審理される。通常、裁判所の管轄権が認められた後に、本案に進むが、事件によっては、管轄権判決と本案判決が一括して行われる場合もある（1995年「東チモール事件」判決）。

#### 終了
判決は当事国を法的に拘束する。この場合当事国のみを特定の事件においてのみ拘束し、第三国を拘束しない。ただしその判断は極めて高い権威を持つとされ、国際法の解釈に大きな影響を与える。また、ときとして「確立された判例」という形で、裁判所自身によって援用される。
判決の履行については、統一された権力機構がないために国内における強制執行のような直接判決を執行する機関は一般的にはない。しかしそれは制度によって異なり、例えば、WTOの上級委員会の決定は紛争解決機関 (DSB) による執行がなされる。ICJについては国連の一機関であるから、判決の履行は国際連合安全保障理事会の勧告あるいは決定に訴えることができる（国連憲章94条）。

### 判例
ICJ程第38条第1項dでは、判例は「法則決定の補助手段」と定めた。ICJ程第59条では「裁判所の裁判は、当事者において且つその特定の事件に関してのみ拘束力を有する」と定められており、ICJの判例の先例拘束性は否定されているが、しかし実際の裁判の場においては過去の裁判例が多く引用されており、また各国は判例を重視・尊重していることから実質的に国際判例法と呼ばれる体系を形成していると言え、国際法の発展に多大な影響力を持っている。

## その他
付属のビジターセンターは定休日である月曜日を除いて見学が可能であるが、裁判所内部に関しては、法廷での審議やイベントが行われていない平日のみ、有料で見学できる。ただし常時開催されているわけではなく、また事前予約が必要である。地下にはカフェテリアがあり、セルフサービスで食事もとれる（判事が利用するレストランは別にある）。またICJには図書館が併設されており、120万冊の蔵書を保管している。国際法の書籍については世界最大規模を誇るともいわれている。平和宮建設に私財を投じたアンドリュー・カーネギーの要望で図書館が設立された。2013年現在の平和宮図書館の館長はユルン・ベルブリート。